# Hahnia cinerea
Hahnia cinerea är en spindelart som beskrevs av James Henry Emerton 1890. Hahnia cinerea ingår i släktet Hahnia och familjen panflöjtsspindlar. Inga underarter finns listade i Catalogue of Life.